# Президентский комитет по науке
Президентский комитет по науке (англ. President's Science Advisory Committee, PSAC) был создан 21 ноября 1957 года президентом США Эйзенхауэром как ответ на запуск Советским Союзом спутников «Спутник-1» и «Спутник-2». PSAC представлял собой развитие Научно-консультативного комитета (англ. Science Advisory Committee, SAC), созданного в 1951 году президентом Трумэном. Задачей комитета было консультирование президента по научным вопросам в целом и по вопросам обороны в частности. Первым директором PSAC Эйзенхауэр назначил Джеймса Киллиана.
В 1961 году президент Кеннеди переименовал комитет в «Управление науки и технологий» (англ. Office of Science and Technology, OST). В 1976 году, после прихода администрации Ричарда Никсона было создано Управление научно-технической политики.

## Первый отчёт
В первом отчете комитета, широко известном как «Доклад Киллиана» (14 февраля 1955 года, официальное название Meeting the Threat of Surprise Attack) предполагалось, что защиты от ядерного оружия не существует, и приводились сценарии, при которых в результате обмена ядерными ударами погибнет до 90% населения США. Доклад указывал, что единственной защитой является сдерживание, что привело к принятию политики, которая позже будет известна как взаимно гарантированное уничтожение. Доклад также указывал, что отставание США в ракетных технологиях  было результатом  проблем образования, что привело к широкомасштабной реформе в системе государственных школ.

## Члены комитета
В состав президентского комитета по науке (PSAC) входили как многие известные ученые, так и  неученые, в том числе:
- Оливер Э. Бакли (председатель 1951–1952)
- Ли Элвин ДюБридж (председатель 1952–1956)
- Исадор И. Раби (председатель 1956–1957)
- Джеймс Р. Киллиан (председатель 1957–1959)
- Джордж Кистяковский (председатель 1959–1961)
- Джером Визнер (председатель 1961–1964)
- Дональд Ф. Хорниг (председатель, 1964–1969)
- Ли А. Дубридж (председатель 1969–1970)
- Эдвард Э. Дэвид младший (председатель 1970–1973)
- Ллойд Беркнер
- Ганс Бете
- Льюис Бранскомб
- Мелвин Кэлвин
- Бриттон Ченс
- Томас Голд
- Филип Хэндлер
- Франклин Лонг
- Гордон Дж. Ф. Макдональд
- Уильям МакЭлрой
- Джордж Пейк
- Фрэнк Пресс
- Эдвард Перселл
- Фредерик Зейтц
- Чарльз П. Слихтер
- Элвин Мартин Вайнберг
- Бенджамин Уиллис 1962–1966[2]
- Герберт Йорк[3]

## Лунная программа
В феврале 1961 года председатель PSAC Джером Визнер назначил комиссию для проверки целесообразности пилотируемой космической программы NASA. Возглавить комиссию должен был Дональд Хорниг, химик из Принстона, принимавший когда-то участие в работе над атомной бомбой. По существу, Хорниг должен был ответить на единственный вопрос: «Готов ли Mercury к полёту?» Это предстояло выяснить десяти членам комиссии. Ответ был отрицательным.
Научные консультанты также не советовали предпринимать высадку человека на Луну из-за высоких затрат и рисков. Кеннеди отклонил рекомендацию комитета и поставил задачу  отправить американца на Луну до конца десятилетия.

## Конец PSAC
В 1973 году, вскоре после победы на выборах с большим перевесом, Ричард Никсон распустил комитет.  В вопросах руководства научной политикой Управление науки и технологий Белого дома и Конгресс США были вынуждены полагаться на федеральные агентства. В 1990 году президент Джорджем Бушем-старшим  создал комитет советников президента США по науке и технологиям (англ.  President's Council of Advisors on Science and Technology, PCAST ); это решение  было поддержано тремя последующими президентами.